# ザムトゲマインデ・シュヴァフェルデン
ザムトゲマインデ・シュヴァフェルデン (ドイツ語: Samtgemeinde Schwaförden) は、ドイツ連邦共和国ニーダーザクセン州ディープホルツ郡に属すザムトゲマインデ（集合自治体）である。

## 地理

### ザムトゲマインデを構成する町村
ザムトゲマインデ・シュヴァフェルデンを構成する町村は以下の通りである。括弧内は人口を示す。
- アフィングハウゼン（874人）
- エーレンブルク（1,507人）
- ノイエンキルヒェン（1,181人）
- ショーレン（768人）
- シュヴァフェルデン（1,471人）
- ズートヴァルデ（1,008人）

## 歴史
ザムトゲマインデ・シュヴァフェルデンは、1974年に構成自治体の自由意思によって形成された。

## 行政

### 議会
ザムトゲマインデ・シュヴァフェルデンのザムトゲマインデ議会は、18人の議員で構成される。これは人口6,001人から7,000人のザムトゲマインデの議会の議員定数である。18人の議員は5年ごとに住民の選挙によって選出される。議会ではこれらの議員の他に専任のザムトゲマインデ長も投票権を有している。

### 首長
ザムトゲマインデ・シュヴァフェルデンのザムトゲマインデ長はヘルムート・デンカー（無所属）である。
過去のザムトゲマインデ長:
- 1974年 - 1986年: ハインリヒ・ユルゲンス (FDP)
- 1986年 - 1991年: ウード・クヴァーデ (FDP)
- 1991年 - 1998年: フリッツ・ハルフェス (CDU)
- 1998年 - : ヘルムート・デンカー（無所属）

### 紋章
図柄: このザムトゲマインデの紋章は上下二分割。赤-銀で放射状に塗り分けられた上に、赤地に3本の塔と4つの胸壁が銀色で描かれている。
上部は、18世紀末のアムト・エーレンブルクの印から採られた。下部は、オルデンブルク＝アルトブルーフハウゼン伯家から分かれたグリンメンベルク貴族家の変則的な十字に由来する。

## 文化と見所

### 建築
シュマルフェルデン（エーレンブルク町内）、ノイエンキルヒェン、ショーレン、シュヴァフェルデン、ジュートヴァルデには、往時をしのばせる見応えのある教会がある。